# Бо Бриџиз
Лојд Вернет Бриџиз III (енгл. Lloyd Vernet Bridges III; Лос Анђелес, Калифорнија, 9. децембар 1941), познатији по сценском имену Бо Бриџиз (енгл. Beau Bridges), амерички је позоришни, филмски, и ТВ глумац, редитељ и продуцент. 
Појавио се у филмовима Фантастична браћа Бејкер (1989) са рођеним братом Џефом Бриџизом, Џери Магвајер (1996), Добри Немац (2006), Макс Пејн (2008) и ТВ серији Звездана капија SG-1.